# 布气
布气一词最早见诸《黄帝内经·素问·天元纪大论》引《太始天元册》，文曰：“太虚廖廓，肇基化元，万物资始，五运终天，布气真灵，惚统坤元。” 布气，张景岳《类经》注：“布者，布天元之气，……气有真气，化畿是也。” 布，含有布施、敷布、施舍之意。宋苏轼《东坡志林》指出：“学道养生者，知足之余，能以气与人……谓之布气”。即謂向他人發氣治病謂之布氣，而布氣亦稱灌氣氣功。
远古时代就有“祝由”吐音布气法。《黄帝内经·素问·移精变气论》曰：“余闻古之治病，惟其移精变气，可祝由而已。”

## 布氣療法
历代都有布气疗法病案。《晋书》记载了道士辛灵子布气治疗吕猗母皇氏顽固的痿痹病。《南史》记载了六朝名医薛伯宗布气治疗肿瘤病。宋代《苏文忠公诗编注集》卷十五《李若之布气》记载了道士李若之布气治愈苏东坡之子苏迨小儿营养不良症。《宋史》和《九江通志》都记载了医家皇甫坦布气治疗宋高宗生母显仁太后目疾。明代医药家李时珍《本草纲目·人部》记载了“人气”“主治下元虚冷”和“人身骨节痹病”，又治“鼻衄”和“金疮”等血症。

## 關連項目
- 外氣

## 外部連結
- 道教學術資訊網站
- Quan Chi Chi Gong (Guan-Qi Qigong)-Global Oneness （英文）